# Classe (marine)
Pour les articles homonymes, voir Classe.

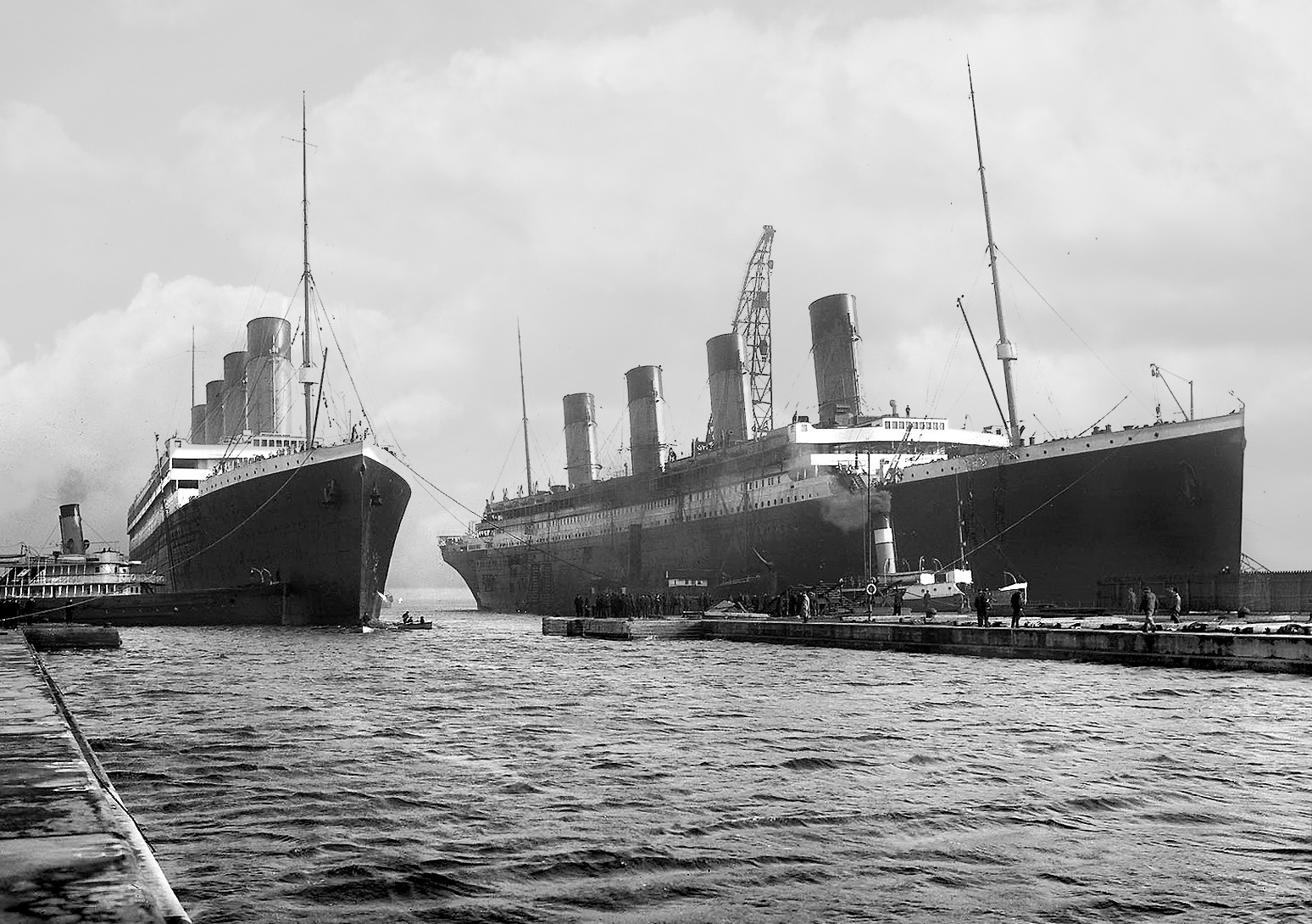
Deux des trois paquebots de classe olympique qui ont été construits ; l'Olympic à gauche et le Titanic à droite (mars 1912)

Une classe de navires, appelée ship class en anglais, est une série de bâtiments construits selon les mêmes plans, quoique ceux-ci puissent varier un peu d'un exemplaire à l'autre. On appelle en général les bâtiments de la série des sister-ships.
L'apparition de ces séries de constructions analogues est une conséquence et aussi un moyen de l'industrialisation des chantiers navals. Cela permet de standardiser la production en particulier des sous-éléments qui peuvent alors être fabriqués à l'extérieur du chantier.
Le processus fut poussé au maximum lors de la Seconde Guerre mondiale. Pour remplacer le tonnage torpillé par les U boot allemands , l'industriel américain Harry Kaiser lança en très grande série la fabrication de cargos très simplifiés dits Liberty ships ainsi que de pétroliers standardisés dits Tanker 2 ou simplement T2.
On vit apparaître des sous-classes souvent désignées en anglais par le terme batch (litt. « lot »), qui correspondaient à des remises à niveau technologique des plans initiaux.
Dans le domaine de la navigation de plaisance, une série de bateaux à voile identiques peuvent régater à armes égales (voir monotypie) .
En général une association de propriétaires (plus ou moins indépendante du chantier constructeur) se constitue, édicte des statuts, définit une jauge et organise un calendrier de compétitions : On parle alors de classe ou de série, qui peut recevoir le statut international et /ou olympique si le niveau de compétition et la diffusion sont importants et répartis sur plusieurs continents (exemple la Classe Laser , olympique et internationale).
C'est le nom du premier navire de la série qui identifira la classe : Cuirassés classe King George Cinq ou paquebots classe Olympic.  